# Dinotrema microsoma
Dinotrema microsoma är en stekelart som först beskrevs av Fischer 1976.  Dinotrema microsoma ingår i släktet Dinotrema och familjen bracksteklar. Inga underarter finns listade i Catalogue of Life.